# روزالي بويد
روزالي بويد (بالإنجليزية: Rosalie Boyd)‏ مواليد 21 أكتوبر 1987، هي لاعبة كرة يد أسترالية تلعب كظهير أيسر. مثلت منتخب أستراليا لكرة اليد للسيدات.

## سجل المنافسة
شاركت في البطولات التالية:
- بطولة العالم لكرة اليد للسيدات 2011
- بطولة العالم لكرة اليد للسيدات 2013